# Powiat Kalocsa
Powiat Kalocsa (węg. Kalocsai járás) – jeden z dziesięciu powiatów komitatu Bács-Kiskun na Węgrzech. Siedzibą władz jest miasto Kalocsa.

## Miejscowości powiatu Kalocsa
- Bátya
- Drágszél
- Dunapataj
- Dunaszentbenedek
- Dunatetétlen
- Dusnok
- Fajsz
- Foktő
- Géderlak
- Hajós
- Harta
- Homokmégy
- Kalocsa
- Miske
- Ordas
- Öregcsertő
- Solt
- Szakmár
- Újtelek
- Uszód